# Liste der Gouverneure von Akadien
Die folgende Liste zeigt die Gouverneure der französischen Kolonie Akadien.
| Französische Gouverneure                           | Französische Gouverneure |
| -------------------------------------------------- | ------------------------ |
| Pierre Dugua de Mons                               | 1603–1608                |
| Jean de Biencourt de Poutrincourt et de Saint-Just | 1606–1615                |
| Charles de Biencourt de Saint-Just                 | 1615–1623                |
| Charles de Saint-Étienne de la Tour                | 1631–1642                |
| Isaac de Razilly                                   | 1632–1635                |
| Charles de Menou d’Aulnay                          | 1638(?)–1650(?)          |
| Charles de Saint-Étienne de la Tour                | 1653–1657                |
| Emmanuel Le Borgne                                 | 1657–1667                |
| Alexandre Le Borgne de Belle-Isle                  | 1667–1670                |
| Hector d’Andigné de Grandfontaine                  | 1670–1673                |
| Jacques de Chambly                                 | 1673–1677                |
| Niederländische Besetzung                          |                          |
| Jurriaen Aernoutsz                                 | 1674                     |
| John Rhoades                                       | 1674–1675                |
| Cornelius Van Steenwyk                             | 1676                     |
| Französische Gouverneure                           |                          |
| Pierre de Joybert de Soulanges et de Marson        | 1677–1678                |
| Michel Leneuf de la Vallière de Beaubassin         | 1678–1684                |
| François-Marie Perrot                              | 1684–1687                |
| Louis-Alexandre des Friches de Meneval             | 1687–1690                |
| Joseph Robineau de Villebon                        | 1691–1700                |
| Claude-Sébastien de Villieu                        | 1700–1701                |
| Jacques-François de Monbeton de Brouillan          | 1701–1705                |
| Simon-Pierre Denys de Bonaventure                  | 1705–1706                |
| Daniel d’Auger de Subercase                        | 1706–1710                |